# Jens Heinzig
Jens Heinzig (* 1. Februar 1962 in Wilkau-Haßlau) ist ein deutscher Politiker (BfZ, bis 2024 SPD) und Schulleiter (Pestalozzischule Zwickau).

## Außerparlamentarisches Leben
Nach seinem Abitur 1980 und seinem Grundwehrdienst studierte Heinzig von 1982 bis 1987 an der Technischen Universität Chemnitz. 1987 wurde er Diplomlehrer für Mathematik und Physik, ehe er 1990 zum Schulleiter berufen und 1997 zum Mittelschulrektor ernannt wurde.

## Politik
1991 wurde Heinzig Mitglied der SPD und 1994 in den Stadtrat von Zwickau gewählt. Am 13. Mai 1998 rückte er für die am 4. Mai 1998 gestorbene Christine Kurzhals in den Deutschen Bundestag nach, dem er bis zur Neuwahl am 27. September 1998 angehörte. In dieser Zeit war er ordentliches Mitglied im Ausschuss für Familie, Senioren, Frauen und Jugend. 2015 wurde er mit der Stephan-Roth-Bürgermedaille ausgezeichnet. 2023 stimmte Heinzig im Stadtrat für ein Genderverbot. Im Januar 2024 wechselte er von der SPD zu den Bürgern für Zwickau. Er begründete dies mit bundespolitischen Positionen seiner ehemaligen Partei in der Klima- und Migrationspolitik und „innerparteilichen Angriffen“.